# Somatina lemairei
Somatina lemairei är en fjärilsart som beskrevs av Claude Herbulot 1978. Somatina lemairei ingår i släktet Somatina och familjen mätare. Inga underarter finns listade i Catalogue of Life.